# Prefix telefonic 664

Harta fizică a insulei Montserrat

Prefixul telefonic 664 nord-american face parte din cele folosite în Canada și în Statele Unite ale Americii, cu parte a unei anumite extensii folosite doar pentru state, insule și teritorii din Marea Caraibilor.
Prefixul 664, în original area code 664, sau MOI ca formulă mnemonică, este folosit doar în insula Montserrat, un teritoriu britanic de peste mări. Prefixul a fost creat în iunie 1996, fiind parte a multiplei scindări a prefixului 809, care fusese folosit până atunci pentru a desemna toate statele și teritoriile caribiene.
Când se formează un număr din insulă, fiind pe insulă, se formează doar cele șapte cifre ale numărului.  Dacă se formează un număr din Montserrat doar din Statele Unite sau Canada se formează 1 - 664 -  și apoi cele șapte cifre ale numărului.  Dacă se formează de  oriunde altundeva din lume, se formează prefixul internațional al locului (simbolizat prin grupul + +) și apoi se continuă cu grupurile 1 - 664 - abc defg, fără nici un fel de spațiu între cifre.
Există opinii că fiind prezent pe insulă, s-ar putea comunica foarte simplu doar prin utilizarea ultimelor patru cifre ale numărului, întrucât primele trei sunt întotdeauna aceleași.  Datorită invarianței primelor trei cifre din cele șapte, folosirea prefixului 664 este cea mai redusă dintre cele utilizate de NANP.
| Format:Area code Montserrat            | Format:Area code Montserrat           | Format:Area code Montserrat |
| -------------------------------------- | ------------------------------------- | --------------------------- |
|                                        | Nord 268, 869                         |                             |
| Vest Marea Caraibilor                  | 664                                   | Est 268                     |
|                                        | Sud Prefixul țării +590 în Guadeloupe |                             |
| Format:Area code Saint Kitts and Nevis |                                       |                             |
| Format:Area code Antigua and Barbuda   |                                       |                             |